# De Jopie Parlevliet Show
De Jopie Parlevliet Show was een tv-praatprogramma op RTL 4. Hierin ontving Richard Groenendijk verkleed als de Rotterdamse diva Jopie Parlevliet gasten. Dit personage komt voort uit Groenendijks theatershows. Het tweede seizoen was gestart op 3 september 2016.

## Beschrijving
In elke aflevering verwelkomt Parlevliet bekende gasten in haar studio, waar zij op een positieve manier gesprekken mee voert. Ook haar opgezette hondje "Tebbie" maakt deel uit van het kitscherige decor, maar haar echtgenoot Anton, over wie ze het regelmatig heeft, komt niet in beeld. Wekelijks zijn er diverse terugkerende onderdelen, zoals De gevulde eieren en De Parlevliet Fundering. De muziek wordt verzorgd door toetsenist Dirkjan Ranzijn en zelf zingt ze ook. Vanaf seizoen 2 wordt Jopie bijgestaan door het typetje Minie Molenschot (een voormalig V&D-medewerkster) haar productie-assistente "Crew Jopie" gespeeld door Christel de Laat.

## Terugkerende onderdelen

### De gevulde eieren (Seizoen 1)
Iedere week nodigt Parlevliet een gast uit om in de keuken gevulde eieren te bereiden, die aan het eind van het programma worden geproefd door Parlevliet en haar gasten.

### De Parlevliet Fundering (Seizoen 1)
In dit onderdeel krijgt jong talent de kans om zichzelf te laten zien. Na afloop krijgt de kandidaat van Parlevliet vijf euro per levensjaar.

### Publieksvragen
Aan het eind van het programma mag het publiek vooraf ingediende vragen stellen aan de gasten van Parlevliet maar ook aan Parlevliet zelf en krijgen de gasten van Parlevliet hun gage.

## Uitzendingen
Het eerste seizoen begon op 30 mei 2015 en werd van 21.30 tot 22.30 uur uitgezonden op RTL 4.
| Afl. | Datum        | Kijkcijfers | Gasten                                                 |
| ---- | ------------ | ----------- | ------------------------------------------------------ |
| 1    | 30 mei 2015  | 927.000     | Heleen van Royen, Jan Kooijman en Leonie ter Braak     |
| 2    | 6 juni 2015  | 722.000     | Angela Groothuizen, Gers Pardoel en Art Rooijakkers    |
| 3    | 13 juni 2015 | 836.000     | Paul de Leeuw, Domien Verschuuren en Sofie van den Enk |
| 4    | 27 juni 2015 | 610.000     | Brigitte Kaandorp, Nicolette Kluijver en Kay Nambiar   |
| 5    | 4 juli 2015  | 608.000     | Lucille Werner, Huub Stapel en Pip Pellens             |
| 6    | 11 juli 2015 | 568.000     | Isa Hoes, Pieter Derks en Bert van Leeuwen             |

Het tweede seizoen is begonnen op 3 september 2016 en wordt van 22.00 tot 23.00 uur uitgezonden op RTL 4, na Dance Dance Dance, en wordt beter bekeken dan seizoen 1. In tegenstelling tot seizoen 1 ontvangt Jopie nu slechts één hoofdgast en daarnaast bijbehorende gasten.
| Afl. | Datum             | Kijkcijfers | Hoofdgast                  | Overige gasten                                  |
| ---- | ----------------- | ----------- | -------------------------- | ----------------------------------------------- |
| 1    | 3 september 2016  | 824.000     | Robert ten Brink           | Rutger Vink, Folkert Janssens en Lucky Fonz III |
| 2    | 10 september 2016 | 805.000     | Frans Bauer                | Leontien van Moorsel                            |
| 3    | 17 september 2016 | 1.010.000   | Eva Jinek                  | Merel Westrik                                   |
| 4    | 24 september 2016 | 1.025.000   | Maike Meijer en Margôt Ros | Dennis Weening en Jörgen Raymann                |
| 5    | 1 oktober 2016    | 1.016.000   | Javier Guzman              | Géza Weisz en Teun Kuilboer                     |
| 6    | 8 oktober 2016    | 1.224.000   | Wendy van Dijk             | Ellie Lust en Marja Lust                        |

Na het tweede seizoen stopte RTL alsnog met de productie, ondanks de verbeterde kijkcijfers, doordat het een te oud publiek zou trekken en dus minder commercieel aantrekkelijk zou zijn.